# Zoological Society of London

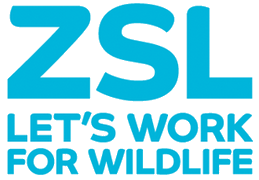

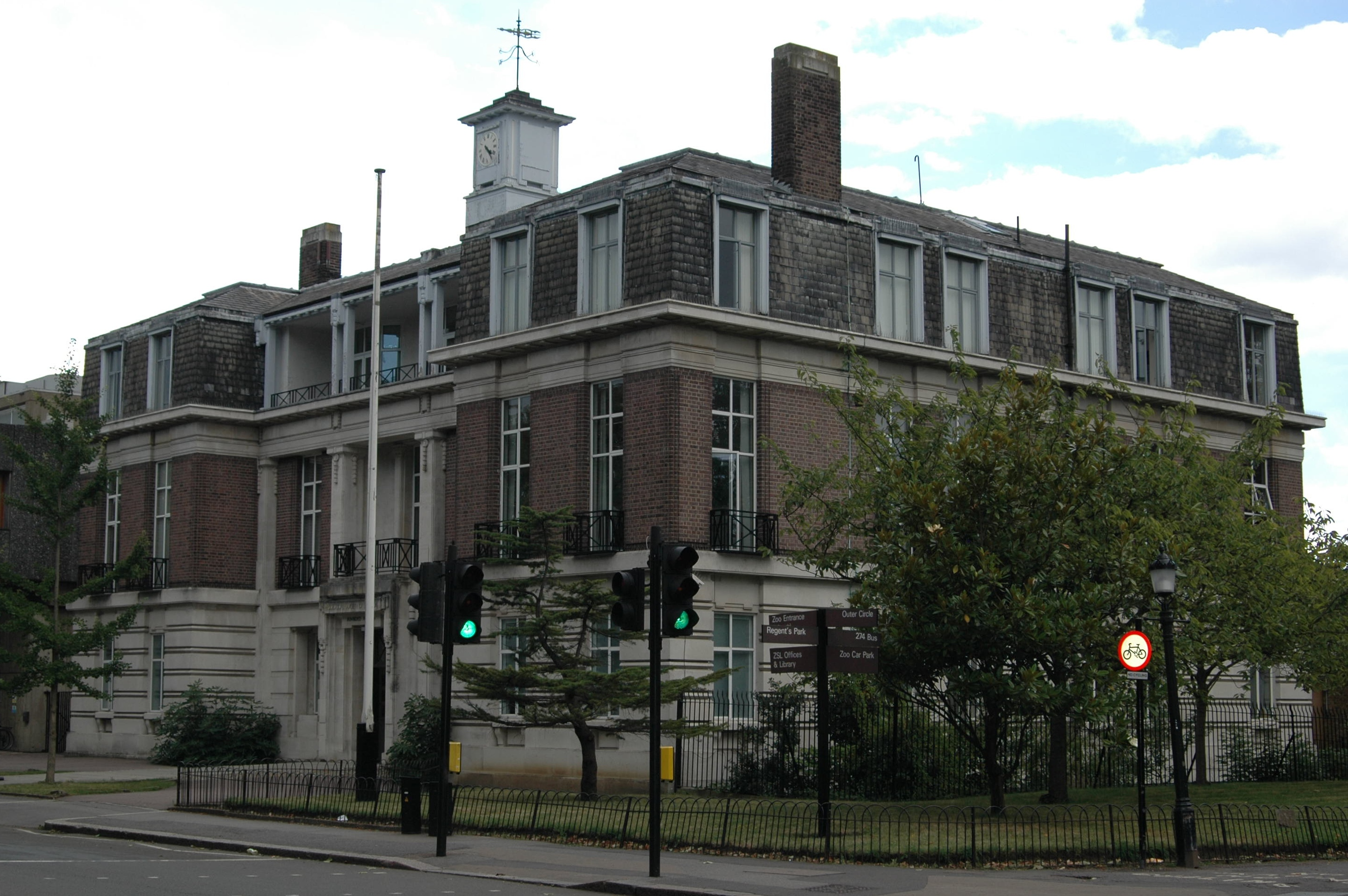
Zoological Society of London (ZSL), Main Building

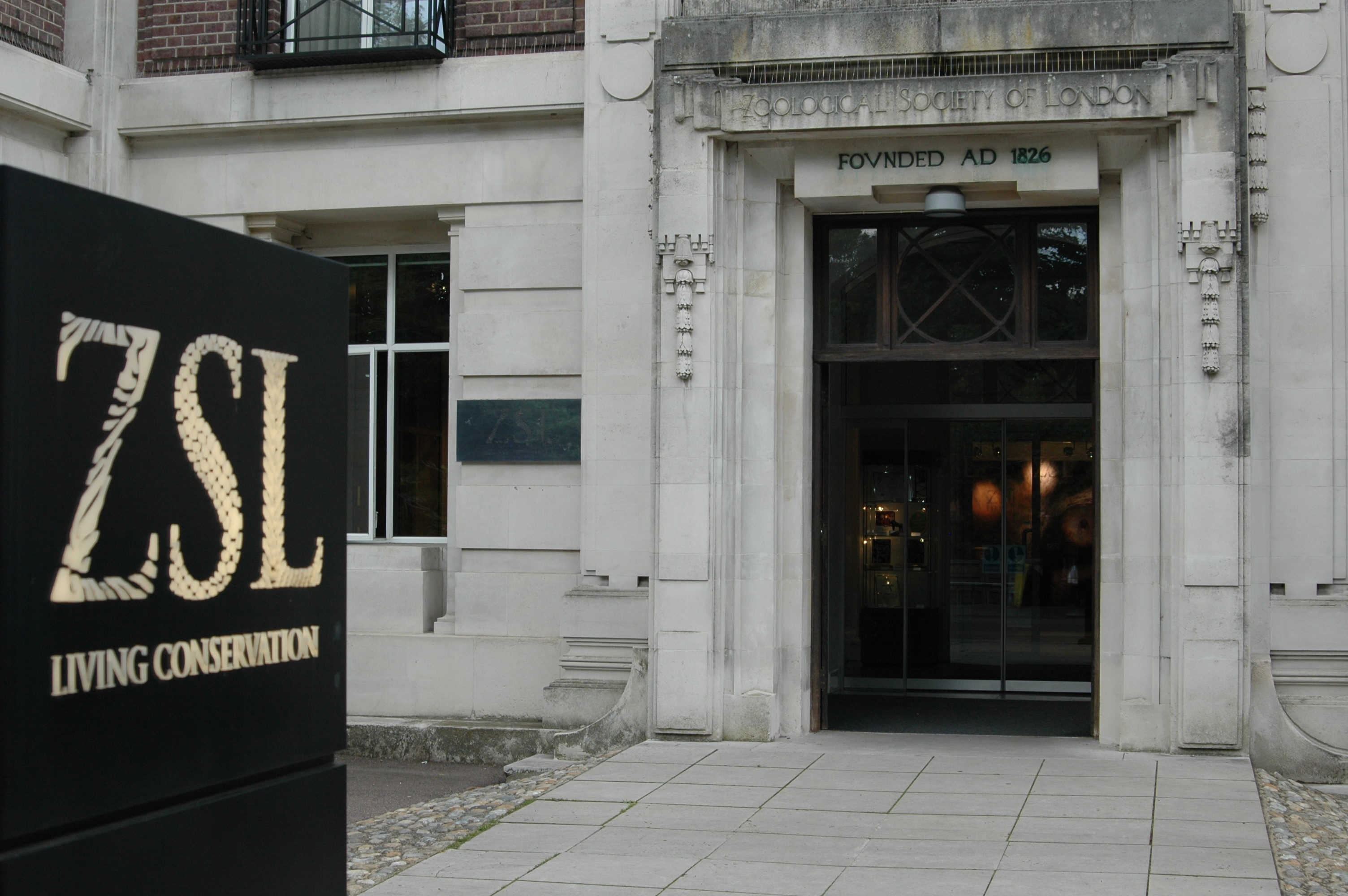
Zoological Society of London (ZSL), Main Building, Entrance

Zoological Society of London (ZSL) är en välgörenhetsorganisation som arbetar för djurens rätt till naturliga habitat. Organisationen grundades i London i april 1826.

## Presidenter
Organisationens presidenter genom historien:
- Sir Thomas Stamford Raffles (1826)
- Henry Petty-Fitzmaurice, 3:e markis av Lansdowne (1827–1831)
- Edward Smith-Stanley, 13:e earl av Derby (1831–1851)
- Prins Albert av Sachsen-Coburg-Gotha (1851–1862)
- Sir George Clerk (1862–1868)
- Arthur Hay, 9:e markis av Tweeddale (1868–1878)
- Sir William Henry Flower (1879–1899)
- Herbrand Russell, 11:e hertig av Bedford (1899–1936)
- Richard Onslow, 5:e earl av Onslow (1936–1942)
- Henry Gascoyne Maurice (1942–1948)
- Edward Cavendish, 10:e hertig av Devonshire (1948–1950)
- 1:e Viscount Alanbrooke, Alan Brooke (1950–1954)
- Sir Arthur Landsborough Thomson (1954–1960)
- Prins Philip, hertig av Edinburgh (1960–1977)
- Lord Solly Zuckerman, Baron Zuckerman (1977–1984)
- Sir William MacGregor Henderson (1984–1989)
- Avrion Mitchison (1989–1992)
- Field Marshal Sir John Chapple (1992–1994)
- Sir Martin Holdgate (1994–2004)
- Professor Sir Patrick Bateson (2004–2014)
- Professor Sir John Beddington (2014-)